# Боем
Боем (фр. bohème) је особа која живи нерегуларним, неконформистичким, безбрижним животом. Обично се ради о уметницима, али и друштвеним маргиналцима. Реч је изворно означавала особу из Бохемије, тј. Чешке.
Боемство је назив за начин живота, који означава индивидуални став људи према постојећем друштвеном стању. Прогресивност боемства се огледа у његовој побуни против овешталих и стагнантних форми грађанског друштва, тражењу нових уметничких форми, као и у непрекидној борби за слободу уметничког израза. Боемство може значити и повлачење из друштвеног живота, губитак осећања одговорности, ексцентрично и екстравагантно понашање, што доводи до осећања досаде, безнађа.
Позната су седишта боемије у Монмартру и Монпарнасу у Паризу или Гринич Вилиџу у Њујорку. Култна боемска четврт у Београду је Скадарлија. За једно од окупљалишта боема важила је некада чувена кафана „Дарданеле“.